# Backhousia
Backhousia, biljni rod, jedini u tribusu Backhousieae, dio potporodice Myrtoideae. Sastoji se od nekoliko vrsta drveća ili grmova, sve su endemi Australije.

## Vrste
1. Backhousia angustifolia F.Muell.
2. Backhousia bancroftii F.M.Bailey & F.Muell.
3. Backhousia citriodora F.Muell.
4. Backhousia enata A.J.Ford, Craven & J.Holmes
5. Backhousia gundarara M.D.Barrett, Craven & R.L.Barrett
6. Backhousia hughesii C.T.White
7. Backhousia kingii Guymer
8. Backhousia leptopetala (F.Muell.) M.G.Harr.
9. Backhousia myrtifolia Hook. & Harv.
10. Backhousia oligantha A.R.Bean
11. Backhousia sciadophora F.Muell.
12. Backhousia subargentea (C.T.White) M.G.Harr.
13. Backhousia tetraptera Jackes

## Sinonimi
- Choricarpia Domin